# زاند (نیدرزاکسن)
زاند (به آلمانی: Sande) یک شهر در آلمان است که در فریسلاند واقع شده‌است. زاند ۹٬۳۹۵ نفر جمعیت دارد.

## خواهرخوانده
شهر اواکرمونده خواهرخواندهٔ زاند (نیدرزاکسن) هست.